# Alicja Pęczak
Alicja Iwona Pęczak, nach Heirat Alicja Iwona Graczyk (* 13. Januar 1970 in Bydgoszcz), ist eine ehemalige polnische Schwimmerin. Sie gewann bei Weltmeisterschaften drei Silber- und zwei Bronzemedaillen auf der 25-Meter-Bahn. Bei Europameisterschaften auf der 50-Meter-Bahn erschwamm sie eine Silbermedaille und drei Bronzemedaillen. Auf der 25-Meter-Bahn erkämpfte sie fünfmal Gold, zweimal Silber und dreimal Bronze.

## Sportliche Karriere
Alicja Pęczak schwamm für AZS AWFiS Gdańsk. Sie studierte an der Sporthochschule Danzig und war dort nach dem Studium hauptberuflich tätig.

### Die Jahre bis 1996 mit zwei Olympiateilnahmen
Bei der Sommer-Universiade 1991 in Sheffield gewann Pęczak die Silbermedaille über 200 Meter Lagen hinter der Chinesin Lin Li. Im August 1991 bei den Europameisterschaften in Athen schlug Pęczak als Vierte über 200 Meter Brust an, sie lag 0,41 Sekunden hinter der drittplatzierten Bulgarin Tania Dangalakova. Über 200 Meter Lagen schwamm Pęczak in Athen auf den siebten Platz.
1992 bei den Olympischen Spielen in Barcelona erreichte Alicja Pęczak den achten Platz über 200 Meter Brust. Über 100 Meter Brust wurde sie als Dritte des B-Finales Elfte der Gesamtwertung, ebenfalls Elfte wurde sie über 200 Meter Lagen. Ende 1992 nahm Alicja Pęczak an den Sprinteuropameisterschaften in Espoo teil. Hinter der Schwedin Louise Karlsson und der Deutschen Peggy Hartung gewann sie Bronze über 50 Meter Brust. Über 100 Meter Lagen wurde sie Dritte hinter Karlsson und der Deutschen Daniela Hunger.
Erst 1995 nahm Alicja Pęczak nach einer 18-monatigen Dopingsperre wieder an internationalen Meisterschaften teil. Bei den Europameisterschaften in Wien siegte die Belgierin Brigitte Becue über 200 Meter Brust mit fast drei Sekunden Vorsprung vor der Ukrainerin Switlana Bondarenko, 0,09 Sekunden dahinter schlug Pęczak als Dritte an. Über 200 Meter Lagen gewann die Irin Michelle Smith de Bruin mit einer Sekunde Vorsprung vor Brigitte Becue, eine weitere Sekunde später erreichte Pęczak das Ziel und erhielt ihre zweite Bronzemedaille. Im Dezember 1995 bei den Kurzbahnweltmeisterschaften in Rio de Janeiro siegte die Australierin Samatha Riley über 200 Meter Brust vor Bondarenko und Pęczak. Die Polin wurde außerdem Fünfte über 100 Meter Brust und Siebte über 200 Meter Lagen.
1996 bei den Olympischen Spielen in Atlanta erreichte Alicja Pęczak dreimal das B-Finale. Sie wurde 14. über 100 Meter Brust, 13. über 200 Meter Brust und 15. über 200 Meter Lagen. Ende 1996 fanden in Rostock die ersten Kurzbahneuropameisterschaften statt. Über 100 Meter Brust gewann die Norwegerin Terrie Miller vor Vera Lischka aus Österreich und Alicja Pęczak. Über 200 Meter Brust siegte Alicja Pęczak mit über einer Sekunde Vorsprung vor der Slowenin Alenka Kejžar. Über 200 Meter Lagen konnte Alicja Pęczak ihren Medaillensatz komplettieren, als sie zweieinhalb Sekunden hinter der Britin Sue Rolph und 0,22 Sekunden vor der Deutschen Sabine Herbst Silber erschwamm.

### Die Jahre ab 1997 mit einer Olympiateilnahme
Im April 1997 bei den Kurzbahnweltmeisterschaften in Göteborg siegte die Australierin Kristy Ellem über 200 Meter Brust mit fast drei Sekunden Vorsprung vor der Rumänin Larisa Lacusta, 0,02 Sekunden dahinter schlug Alicja Pęczak als Dritte an. Über 100 Meter Brust siegte Kristy Ellem erneut, hatte aber nur 0,06 Sekunden Vorsprung auf Pęczak, weitere 0,06 Sekunden zurück erschwamm Switlana Bondarenko Bronze. Über 200 Meter Lagen wurde Alicja Pęczak Siebte. Bei den Europameisterschaften in Sevilla gewann die Ungarin Ágnes Kovács über 200 Meter Brust mit über drei Sekunden Vorsprung vor Alicja Pęczak, Brigitte Becue wurde 0,86 Sekunden hinter der Polin Dritte. Über 100 Meter Brust wurde Becue ebenfalls Dritte, Alicja Pęczak erreichte das Ziel als Vierte 0,14 Sekunden zurück. Über 200 Meter Lagen schwamm Alicja Pęczak auf den achten Platz.
Anfang 1998 bei den Weltmeisterschaften in Perth wurde Pęczak Zwölfte über 100 Meter Brust und Elfte über 200 Meter Brust. Die polnische 4-mal-100-Meter-Lagenstaffel verpasste als Vorlaufneunte die Finalteilnahme um sechs Zehntelsekunden. Im Dezember 1998 bei den Kurzbahneuropameisterschaften in Sheffield gewannen Brigitte Becue und Alicja Pęczak zeitgleich den Wettkampf über 100 Meter Brust. Über 200 Meter Brust hatte Pęczak fast eine Sekunde Vorsprung vor der zweitplatzierten Spanierin Lourdes Becerra. Bei ihrer dritten Goldmedaille schlug Alicja Pęczak über 200 Meter Lagen genau eine Sekunde vor der Deutschen Nicole Hetzer an.
Im April 1999 bei den Kurzbahnweltmeisterschaften in Hongkong belegte Alicja Pęczak sowohl über 100 Meter Brust als auch über 200 Meter Brust den vierten Platz, wobei ihr über 200 Meter brust nur 0,26 Sekunden zur Bronzemedaille fehlten. Ende Juli 1999 bei den Europameisterschaften in Istanbul fehlten Pęczak als Vierter über 100 Meter Brust 0,03 Sekunden auf die drittplatzierte Brigitte Becue. Über 200 Meter Brust siegte Ágnes Kovács vor der Rumänin Beatrice Câșlaru, Alicja Pęczak schlug eine Sekunde hinter der Rumänin als Dritte an.
Im März 2000 bei den Kurzbahnweltmeisterschaften in Athen wurde Alicja Pęczak über 100 Meter Brust Zweite hinter der Südafrikanerin Sarah Poewe und über 200 Meter Brust Zweite hinter der Australierin Rebecca Brown. Bei den Olympischen Spielen in Sydney schied Pęczak über 100 Meter Brust als 21. der Vorläufe aus. Über 200 Meter Brust schwamm sie im Halbfinale die 15. Zeit. Die polnische Lagenstaffel mit Aleksandra Miciul, Alicja Pęczak, Anna Uryniuk und Otylia Jędrzejczak wurde Vorlaufzwölfte. Alicja Pęczaks letzte internationale Meisterschaft waren die Kurzbahneuropameisterschaften 2000 in Valencia. Nach dem fünften Platz über 50 Meter Brust gewann sie über 200 Meter Brust die Silbermedaille hinter der Schwedin Emma Igelström. Über 100 Meter Brust erkämpfte sie die Goldmedaille vor Igelström.